# Cocheren
Cocheren è un comune francese di 3 532 abitanti situato nel dipartimento della Mosella nella regione del Grand Est.

## Geografia
Template:Section communes limitrophes d'article de commune de FranceLa città si trova nella valle di Rosselle, 7 km a sud-ovest di Forbach, ai piedi della collina di Hérapel, alta 330 metri.
Sulla riva destra del Kocherenbach si trova il villaggio di Cocheren, con il suo antico passato, dove gli abitanti scelsero di vivere più di duemila anni fa, mentre sulla riva sinistra si trova la giovane Cité Belle-Roche, costruita negli anni Cinquanta (la versione vecchia risale ad appena quarant'anni fa) sul terreno dell'ex tenuta Ditschviller.

## Società

### Evoluzione demografica
Abitanti censiti